# Vladimir Goussinski
Vladimir Aleksandrovitch Goussinski (en russe : Владимир Александрович Гусинский), né le 6 octobre 1952 à Moscou, est un ancien magnat des médias russes, fondateur de NTV, un ancien parrain de la station de radio Écho de Moscou. Il fait partie de Semibankirchtchina, groupe informel d'oligarques russes entretenant une influence décisive sur la politique russe durant les années Boris Eltsine.

## Biographie

### Études
Né dans une famille juive, Vladimir Goussinski entre en 1969 (ou 1968) à l'université Goubkine de gaz et pétrole dont il est exclu (en 1969, 1970 ou 1973 suivant les sources). Il effectue son service militaire dans l'armée soviétique de 1973 à 1975.
En 1980, Goussinski sort diplômé de la faculté de mise en scène de l'Académie russe des arts du théâtre. Son travail de diplôme est la mise en scène de la pièce de Molière Tartuffe au théâtre de Tula.
Selon le journal Nezavisimaya Gazeta, Goussinski était responsable de la partie artistique et mise en scène du 12e festival international de la jeunesse en 1985, ainsi que responsable du programme culturel pour les participants étrangers. Il y travaillait également en tant que chauffeur individuel.

### Entrepreneuriat
En 1986, Goussinski crée avec Boris Khait la coopérative Metall, qui produisait divers objets, des bracelets de bronze aux bijoux, en passant par les garages métalliques.
En octobre de la même année, une enquête est ouverte contre lui par le ministère de l'Intérieur pour fraude (article 147 al.1 du code pénal soviétique). L'enquête est abandonnée en décembre 1986.
En 1988, Goussinski fonde la coopérative Infex, qui fournissait des consultations financières et juridiques, ainsi que des analyses politiques à ses clients, majoritairement étrangers.
En 1989, Infex et la société juridique américaine Arnold & Porter fondent ensemble la société Most, enregistrée le 24 mai 1989, et dont la moitié du capital appartenait à Infex. En octobre 1989, c'est au tour de Most-Bank d'être fondée, puis AO Gruppa Most en 1992, une structure réunissant 42 entreprises sous le contrôle de Goussinski et dans laquelle aucun investisseur étranger ne figure. À partir de 1989, Goussinski est le directeur général de Most, puis président de Most-Bank. Most-Bank soutient financièrement la radio Écho de Moscou,,.
En 1997, Goussinski quitte ses fonctions de président de Most-Bank et de directeur général du groupe Most pour devenir président de Media-Most.
En décembre 1993, Goussinski est inclus dans la commission responsable de la création d'un projet de système financier et hypothécaire pour la Russie. En mars 1994, le statut de Most-Bank comme  banque accréditée auprès du Gouvernement de Moscou est confirmé, et Goussinski devient président du conseil des représentants des banques accréditées, un poste qu'il occupe de février 1994 à mars 1997. En avril 1994, il est nommé vice-président de l'association des banques russes. La même année, le premier guichet automatique bancaire permettant de retirer de l'argent en Russie est installé par Most Bank à Moscou. 
À partir de 1995, Goussinski est membre du présidium du conseil de coordination de l'union russe « Table ronde de l'entrepreneuriat en Russie ».
Après un déplacement à l'étranger durant l'été 2001, il crée la société de radiodiffusion télévisée par satellite RTVi, qui dépeint les événements en Russie tels que présentés par les journalistes de la chaîne de télévision Echo. Le site web correspondant newsru.com présente les nouvelles textuelles, photographiques et vidéo de Russie.
Le 23 août 2003, alors que Goussinski voyage d'Israël à Athènes, il est arrêté en vertu d'un traité gréco-russe pour fraude s'élevant à plusieurs millions de dommages et intérêts. Une intense pression de dirigeants américains (provenant principalement de l'ambassadeur américain à Athènes Tomas Miller) et de responsables israéliens sur le gouvernement grec, et en particulier du Congrès juif européen, conduit à la libération de Goussinski dans les cinq jours.
Selon l'Union des Conseils de Juifs soviétiques, Goussinski est un ami très proche du politicien américain Tom Lantos.
Il possède la double nationalité israélienne et espagnole et réside souvent en Espagne. Goussinski détenait une part de l'équipe de basketball l'Hapoel Tel-Aviv et fait l'acquisition de 60 % de l'équipe en novembre 2000.
Vladimir Goussinski crée NTV, la première chaîne de télévision indépendante en Russie. L'émergence de la NTV+, une ramification du canal de NTV, a été un événement important pour les médias russes. NTV+ est la première chaîne satellite à diffuser dans l'ex-URSS. Goussinski détient désormais la chaîne de télévision RTVi. Jusqu'en novembre 2008, il détient 27 % des parts du journal israélien Maariv, qu'il échange avec la banque Hapolaim pour couvrir une créance de 28 million $ due à celle-ci.

### Arrestation et fuite de Russie
Vladimir Goussinski est arrêté le 13 juin 2000 pour fraude à grande échelle et enfermé dans la prison de la Boutyrka, dont il sort le 16 juin avec une interdiction de quitter le pays.
Goussinski est accusé d'avoir enfreint l'article 159 du code pénal russe (fraude) et son dossier est instruit directement par le Procureur général de Russie, qui lui reproche d'avoir détourné de l'État russe l'équivalent de  pas moins de dix millions de dollars « au moyen d'actes illicites et avec la complicité de certains directeurs de l'entreprise fédérale d'État "Russkoe Video" ».
Le 13 novembre 2000, le bureau du Procureur général annonce que Goussinski est à nouveau en état d'arrestation et, dans l'incapacité de le localiser en Russie, émet un mandat d'arrêt international à son encontre le 20 novembre. 
Vladimir Goussinski est arrêté le 12 décembre 2000 par des agents de la police espagnole en application du mandat d'arrêt international émis par la Russie. Son dossier est transmis à Madrid et pris en charge par le juge Baltasar Garzón, qui s'occupait alors de l'affaire Pinochet. Le 22 décembre 2000, Goussinski est libéré à la suite de son versement d'une caution de 5,5 millions de dollars. Vladimir Goussinski dépose alors plainte à la Cour européenne des droits de l'homme, qui statue en 2004 que Goussinski, bien qu'il y ait eu matière à le soupçonner, a été emprisonné illégalement, et condamne la Russie à lui verser 88 000 euros de frais de justice. La Russie fait appel de cette décision, mais il est rejeté le 10 novembre 2004.
Le 22 janvier 2001, la justice espagnole prend connaissance de l'argumentaire détaillé du Bureau du Procureur général de Russie en vue de son extradition. Celle-ci est refusée par l'Espagne le 4 avril 2001. En février 2007, les médias font état de l'obtention par Goussinski de la nationalité espagnole (il a pu prouver qu'il était un descendant de juifs séfarades expulsés d'Espagne en 1492), ce qui rend impossible son extradition en Russie, l'Espagne n'extradant pas ses ressortissants.
En octobre 2009, dans une interview au journal israélien The Marker, Goussinski exprime son désir de retourner en Russie et déclare ne pas avoir de ressentiment envers l'administration actuelle, notamment Poutine, qu'il a toujours respecté et qu'il tient pour un homme droit. Il dit même comprendre que ce dernier ait eu des raisons de ne pas l'aimer. Selon certains commentateurs, ces déclarations sont surtout adressées au gouvernement russe, bien que celui-ci ne souhaite pour l'instant pas permettre le retour de Goussinski en Russie.

## Vie privée
Vladimir Goussinksi rencontre son épouse Elena au travail, elle est employée au département juridique du groupe Most et son futur la mari la consulte pour des questions juridiques. Ensemble, ils ont trois fils : Stanislav, Vladimir et Daniil Goussinski.
Vladimir Goussinski a également un fils aîné issu de son premier mariage, Ilya.